# Agustín Fernando de Pinedo
Agustín Fernando de Pinedo y Fernández de Valdivieso, Burgos (España) 
(¿1720?)  - Paraguay 1780. Fue gobernador del Paraguay de 1772 a 1778. Fue oficial del Ejército español. Cuando se produjo su nombramiento, prestaba servicio en la guarnición, con asiento en Buenos Aires, con el grado de Sargento Mayor.
Fue hijo de José Pinedo Aguilar, también de Burgos y de Ana María Fernández Valdivieso. Siendo miembro de una familia hidalga, su hermano mayor Antonio llegaría a emparentar con los marqueses de Selva Alegre y Agustín sería beneficiado enviándolo a Buenos Aires para resaltar su carrera como oficial de marina.
El 30 de abril de 1744 se casó con María Bartolina de Arce y Vaz d'Alpoim, hija del español Alonso de Arce y Arcos y de María Vaz d'Alpoim-Lavayén, emparentada con la aristocracia porteña. Este matrimonio significó para Pinedo su ingreso en la alta sociedad de Buenos Aires, ya que su suegro había obtenido importantes cargos a través de los años y consiguió reunir una gran fortuna. 
Pinedo fue designado Gobernador del Paraguay, por Real título del 4 de agosto de 1771, no llegando a tomar posesión del cargo, sino un año después, el 24 de agosto de 1772.
Su acto de Gobierno dejó senda memorable, siendo muy recordado su informe al rey, sobre la miseria reinante y los medios que a su juicio conducirían a la solución del mal. Ideó un plan de salvación accesible y adecuado, cual es el dominio y control de las costas del Río Paraguay y la defensa contra los portugueses e indios, formaban parte de su programa fundamental.
Fundó varios pueblos: al sur Villa Franca y Pilar; en el interior Hyaty, Quyquyhó, San Lorenzo del Campo Grande y Paraguari.
Sometió su proyecto de Cabildo y obtuvo el permiso necesario el 27 de abril de 1773, de fundar una villa no más distante de 80 leguas al norte, en lugar de mucha utilidad para la ganadería y la agricultura. El 25 de mayo de 1773 fundó el fuerte militar Villa Real de Concepción, la actual Concepción.
Durante su último año de mandato el comercio y la agricultura, alcanzaron progreso considerable y la provincia pudo así experimentar ciertos alivios.
Pinedo gobernó el Paraguay durante seis años, con ejemplar talento, siendo uno de los gobernadores más eficaces, que para su adelanto, tuvo toda esta vasta provincia.
El Coronel Pinedo no tuvo mucho estudio. Pero coinciden que no ha habido otro gobernador de luces tan claras.
En 1777 fue nombrado Presidente de la Real Audiencia de Charcas, donde llegó a tomar posesión al año siguiente. En 1779 fue promovido al grado de coronel y el 12 de junio de 1780 llegó a ser brigadier.
Le sorprendió la muerte en el ejercicio de sus funciones a las dos o tres de la tarde, del 2 de julio de 1780.
Tuvo 9 hijos con su esposa María Bartolina, todos nacidos y asentados en Buenos Aires. Fue el padre del coronel Agustín José de Pinedo Arce, que lucharía contra las Invasiones Inglesas al Río de la Plata, y abuelo del general argentino Agustín de Pinedo, colaborador de Juan Manuel de Rosas.
| Predecesor: Carlos Morphi         | Gobernador de la Provincia del Paraguay 1772 - 1778    | Sucesor: Pedro Melo de Portugal |
| Predecesor: Ambrosio de Benavides | Presidente de la Real Audiencia de Charcas 1778 - 1780 | Sucesor: Ignacio Flores         |

- Datos: Q5660638